# Gölpö
Gölpö är en ö i Åland (Finland). Den ligger i Skärgårdshavet och i kommunen Geta i landskapet Åland, i den sydvästra delen av landet. Ön ligger omkring 31 kilometer norr om Mariehamn och omkring 290 kilometer väster om Helsingfors.
Öns area är 21,2 hektar och dess största längd är 1 kilometer i nord-sydlig riktning. I omgivningarna runt Gölpö växer i huvudsak blandskog.
Runt Gölpö är det glesbefolkat, med 11 invånare per kvadratkilometer.